# 公開対局 (将棋)
公開対局（こうかいたいきょく）とは、プロ棋士の対局の様子を観覧席を設けて一般のファンに公開する対局のことである。対局開始時やその直後等のごく短時間の公開、インターネット・TV中継での公開だけでは公開対局とは言わない。タイトル戦で実施される場合は、午前は対局室（非公開）で午後から終局までが舞台上で公開対局となるケースが多い。
公開対局の一種として「席上対局」（せきじょうたいきょく）があるが、こちらはイベントなどで観衆が見物・観戦することを目的として舞台上で行われる対局のことを特に指す言葉である。

## 席上対局
公開対局の一種の「席上対局」は、イベントなどで観衆が見物・観戦することを目的として舞台上で行われる対局のことを特に指す言葉であり、対局が企画される段階で既に公開することが前提となっている。公開することを目的として組まれたわけではない公式戦対局等の場合は、何らかの事情により非公開となっても対局の目的は果たせるので席上対局とは呼ばれない。イベント等で余興の一つとして行われる場合には「席上対局」と称することが多く、各地で開催される「将棋まつり」のイベントでも専ら「席上対局」が用いられている。
なお、見世物として企画される対局としては他にも「人間将棋」などがあるが、これは舞台上で行われることはないため席上対局とは呼ばないのが普通である。逆に、舞台上で椅子に座って行われる対局であっても、公式戦であれば席上対局とは呼ばれず公開対局と呼ばれる。
タイトル戦以外の棋戦やイベントにおける公開対局・席上対局では、観客のために対局者のすぐ横で大盤解説が行われることもある。その場合、指示棒などで示しながら「この駒をこう使いたい」というように駒の名称や符号を伏せて大盤解説が行われる。
「席上対局」は「公開対局」の一種なので、「席上対局」と言うだけで必然的に公開されることを意味する。しかしイベントの主催者側が両方の意味を強調したい場合（例えば棋戦がイベント内で行われて大盤解説もつくような場合）には「公開席上対局」とつなげて使うこともある。

## プロ棋戦における公開対局
将棋日本シリーズプロ公式戦のように全対局を毎年公開するもの、YAMADAチャレンジ杯のように一部対局のみ毎年公開するもの、竜王戦七番勝負のようにある年度の一部対局の一部分のみを限定的に公開するものなど様々である。
棋士の側においても基本的に公開対局は奨励されるものとしての見解が多いが、タイトル戦のような長時間の対局においては疑問を呈する棋士もいる。

### 例年公開対局が実施されている棋戦
- 竜王戦（七番勝負第1局、10月）…東京都渋谷区のセルリアンタワー能楽堂（第30期より一部）
- 将棋日本シリーズ（JTプロ公式戦）…全国各地。決勝については2016年まで東京ビッグサイト、2017年より幕張メッセ。
- 朝日杯将棋オープン戦（1・2回戦（半分）、1月。準決勝・決勝、2月）…東京・有楽町マリオン内の有楽町朝日ホール。また2016年以降は、1・2回戦の半分も公開対局となる（場所は年により異なる）。
- 大山名人杯倉敷藤花戦（三番勝負第2・3局、11月）…倉敷市芸文館（アルスくらしき）。ただし第32期は事情により実施なし。

その他タイトル戦の番勝負についても棋王戦、王将戦、棋聖戦、王位戦で実施されたことがある。

## 棋戦以外で公開対局が行われた例

### イベント等
※単発の一般公開イベントに関しては多数あるため割愛する。称号・段位はいずれも当時のもの。
- 2005年7月18日、瀬川晶司のプロ編入試験の第1局（試験官佐藤天彦三段）。[3][リンク切れ]
- 女流棋士フェスティバル[リンク切れ][要検証 – ノート]

- ペア将棋選手権[リンク切れ][要検証 – ノート]

### プロ棋士 対 コンピュータ将棋ソフト
| 対局日 |    | プロ棋士     | vs | ソフト（市販品名） |    | 手合割   | 持ち時間               |
| 備考 |    |              |    |                    |    |          |                        |
| 2003年5月5日 |    | 勝又清和五段 | vs | IS将棋（東大将棋） | 勝 | 二枚落ち | 25分切れ負け           |
| 下手の「IS将棋」が完勝。第13回世界コンピュータ将棋選手権優勝ソフトとのエキシビション対局。 |    |              |    |                    |    |          |                        |
| 2004年5月4日 |    | 勝又清和五段 | vs | YSS（AI将棋）      | 勝 | 飛車落ち | 25分切れ負け           |
| 下手の「YSS」の勝ち。第14回世界コンピュータ将棋選手権優勝ソフトとのエキシビション対局。 |    |              |    |                    |    |          |                        |
| 2005年5月5日 |    | 勝又清和五段 | vs | 激指               | 勝 | 角落ち   | 25分切れ負け           |
| 下手の「激指」の勝ち。第15回世界コンピュータ将棋選手権優勝ソフトとのエキシビション対局。 |    |              |    |                    |    |          |                        |
| 2005年9月18日 | 勝 | 橋本崇載五段 | vs | TACOS              |    | 平手     | 40分／切れたら1手60秒  |
| 第29回北國王将杯争奪将棋大会（小松市）における特別公開試合。飯田弘之ら開発の「TACOS」は橋本をあと一歩のところまで追いつめる健闘を見せ、これが一因となって日本将棋連盟は棋士・女流棋士全員に連盟の許可なく公の場でコンピュータ将棋ソフトとの対局を禁じる通達を出した。 |    |              |    |                    |    |          |                        |
| 2005年10月23日 | 勝 | 森内俊之名人 | vs | YSS（AI将棋）      |    | 角落ち   | 初手から1手30秒        |
| 「YSS」が同日のコンピュータ将棋王者決定戦で優勝し、第3回国際将棋フォーラム（日本将棋連盟主催）のイベントとして行われた。 |    |              |    |                    |    |          |                        |
| 2007年3月21日 | 勝 | 渡辺明竜王   | vs | ボナンザ           |    | 平手     | 2時間／切れたら1手60秒 |
| 大和証券杯特別対局として行われた。 |    |              |    |                    |    |          |                        |

## 席上対局が行われるイベント
- 将棋の日
- 将棋まつり
- 公開模範対局 - 静岡新聞・静岡放送と山梨日日新聞・山梨放送が共催するイベントで、例年両県アマ名人とプロ名人との公開対局。プロ名人は駒落ちのハンデ。開催は10月で奇数年が山梨、偶数年が静岡で開催[5]。なお囲碁でも同様に行われており、こちらは碁聖保持者とアマ選手権者と対局する。

## 会場
公開対局・席上対局は、各施設のイベントホール、イベント会場に設けられたステージ上で行われることが多い。中には、対局室となっている部屋をそのまま公開するケースもある。場所はイベント関連施設やホテルが多いが、次のような場所でも行われたことがある。
※称号・段級位はいずれも当時のもの。
- 岡崎城二の丸能楽堂：例年4月29日、岡崎市・岡崎市観光協会主催「五万石藤まつり　将棋まつり」における公開対局（トップスター対局など）。
- 熊本城：2009年4月21日、名人戦第2局。名人戦では初の試みである対局場所公募に熊本市が名乗りを上げ、いずれも名人戦初となる“お城対局”および公開対局が実現した。1日目の午後1時半から同3時までの間だけ、対局場を数寄屋丸から本丸御殿に移し公開対局となった。公開対局の部屋は通常は立ち入れない「桜之間」で、事前に応募し当選した約40人が隣の「梅之間」（対局者との距離は最前列で約5メートル）から観戦した。それ以外の一般の客はそのさらに後方から対局の様子を見ることができた。[6]
- 大塚国際美術館：2009年1月17日・18日、第58期王将戦第1局。会場は、バチカンのシスティーナ礼拝堂を立体再現した「システィーナ・ホール」。壮大なルネサンスの美の空間で行なう「美術館公開対局」は、将棋界初の画期的な試み。
- 彦根城博物館能舞台：2008年8月16日、「井伊直弼と開国150年祭」事業の一環として、幕末の大老井伊直弼にちなんだ直弼杯将棋大会で、山崎隆之七段とアマ大会小学生の部、中学生の部それぞれのAクラス優勝者との公開対局。
- 大國魂神社「鶴の間」：2008年3月2日、第10回1dayトーナメント「武蔵の国 けやきカップ」。
- 国立競技場駅：2002年3月10日、東京都営地下鉄大江戸線の駅地下コンコースが会場。乗客数が目標の6割程度にとどまる同線をPRするため、 都交通局が、中倉姉妹をモデルにした映画「とらばいゆ」を同月23日から公開する東京の映画館とタイアップし、企画。参加した女流棋士（中倉姉妹、島井1級、野田澤2級）は和服袴姿。第1部指導対局、第2部中倉姉妹による席上対局。駅でのプロ対局は初。
- 蔵前国技館：1975年11月17日、第14期十段戦第2局1日目に、タイトル戦初の公開対局が行われた。東京・広尾「羽澤ガーデン」で行われていた対局を午後3時過ぎに中断し、第1回「将棋の日」イベントが開かれている蔵前国技館に場所を移して、午後5時から土俵の上で再開した。約8千人の観衆が見守るなか3手進み、午後5時40分に封じ手となる。対局中、場内は水を打ったような静寂に包まれ、封じ手が終わると、万雷の拍手が巻き起こったという。場内には4メートル四方の大盤が設置されていて、局面は把握できるようになっていた。ちなみに、当時はまだタイトル戦のテレビ中継は行われていなかった。[7]